# Heliopepla rex
Heliopepla rex là một loài bướm đêm trong họ Noctuidae.